# Paecilaema gonzalezi
Paecilaema gonzalezi is een hooiwagen uit de familie Cosmetidae.